# Luigi Olivi
Luigi Olivi (Campobasso, 1894. november 18. – Moraro közelében, 1917. július 17.) egy olasz származású katonai pilóta volt. Első világháborús katonai szolgálata során 6 igazolt, és 1 igazolatlan légi győzelmet (ellenséges repülőgép földre kényszerítése) szerzett.  Légi győzelmeit sorra aratta a Sqadriglia 76 (76. repülő osztag) tagjaként. 1917. július 17-én azonban elhagyta szerencséje, gépét lelőtték, Olivi pedig repülőhalált halt.

## Élete
1894. november 18-án született Campobasso-ban, Olaszországban.

### Katonai szolgálata
Olivi valószínűleg Olaszország hadba lépése után jelentkezett pilótának. Alapkiképzését 1915 évében végezte el, s még ebben az évben súlyos repülőbalesetet szenvedett. A 2a Squadriglia per Artiglieria nevű egységtől ekkor helyezik át a legendás Squadriglia 76-ba (76. repülő osztag), ahol számos olasz ászpilóta szolgált. Később azonban felépült, és 1916. október 8-án megszerezte első légi győzelmét, amelyet a második október 11-én követett. Az utóbbit Mario Stoppanival megosztva érte el. Még további 5 légi győzelmet szerzett, amelyekből csupán 4-et tudott igazolttá tenni. A háború vége felé már nem Nieuport 11-es repülővel, hanem a SPAD VII-el repült. Utolsó légi győzelmének (1917. június 17.) megszerzése után néhány héttel repülőgépéből felderítési feladatokat látott el, azonban magányosan szálló gépén rajtaütöttek és lemészárolták Luigi Olivi-t.

### Légi győzelmei
| Sorszám     | Dátum              | Egység        | Repülőgép   | Ellenfél   | Megjegyzés                             |
| ----------- | ------------------ | ------------- | ----------- | ---------- | -------------------------------------- |
| 1 <\center> | 1916. október 8.   | 76ª <\center> | Nieuport 11 | Ismeretlen |                                        |
| 2 <\center> | 1916. október 11.  | 76ª <\center> | Nieuport 11 | Ismeretlen |                                        |
| Igazolatlan | 1916. október 30.  | 76ª <\center> | Nieuport 11 | Ismeretlen | Mario Stoppani-val megosztva. <\small> |
| 3 <\center> | 1916. november 23. | 76ª <\center> | Nieuport 11 | Ismeretlen |                                        |
| 4 <\center> | 1916. november 25. | 76ª <\center> | Nieuport 11 | Ismeretlen |                                        |
| 5 <\center> | 1917. május 28.    | 76ª <\center> | Nieuport 17 | Ismeretlen | Megosztott légi győzelem. <\small>     |
| 6 <\center> | 1917. június 17.   | 76ª <\center> | SPAD VII    | Ismeretlen |                                        |